# سراسينة ألابامية
سراسينة ألابامية (الاسم العلمي:Sarracenia alabamensis) هي نوع من النباتات تتبع جنس السراسينة من الفصيلة السراسينية.